# Gail Patrick
Pour les articles homonymes, voir Patrick.

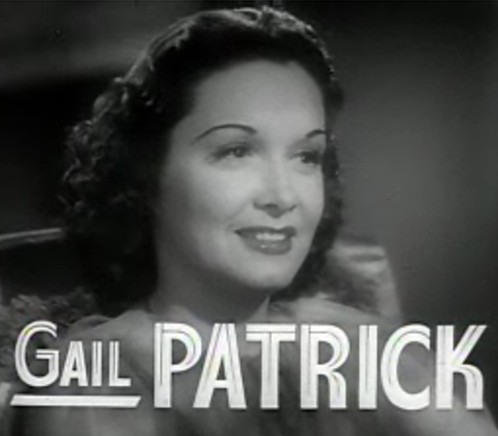
Dans Gallant Sons (1940)

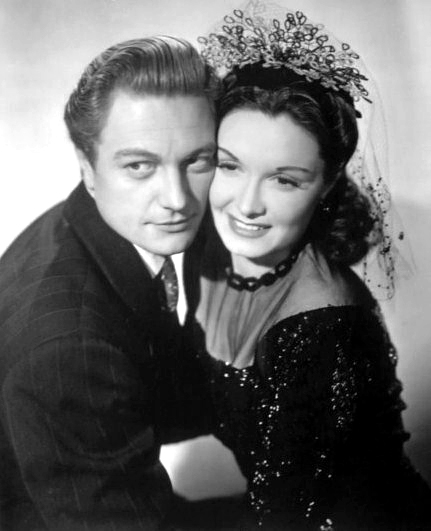
Avec Richard Denning,
dans Quiet Please, Murder
(1942, photo promotionnelle)

Gail Patrick est une actrice et productrice américaine, née Margaret LaVelle Fitzpatrick à Birmingham (Alabama) le 20 juin 1911, morte d'une leucémie à Los Angeles (Californie) le 6 juillet 1980.

## Biographie
Comme actrice, Gail Patrick joue au cinéma dans soixante-deux films américains, entre 1932 et 1948, année où elle se retire, si l'on excepte un petit rôle dans un épisode, en 1966, de la première série Perry Mason. 
À la télévision, elle est productrice exécutive de l'ensemble des épisodes de ladite première série, entre 1957 et 1966. Elle produit également un téléfilm en 1958.

## Filmographie partielle

### Au cinéma

#### Années 1930
- 1932 : Si j'avais un million (If I had a Million), film à sketches, réalisateurs divers, dont Ernst Lubitsch, Norman Taurog
- 1933 : Murders in the Zoo d'A. Edward Sutherland
- 1933 : The Phantom Broadcast (en) de Phil Rosen
- 1933 : Le Chant du berceau (Cradle Song) de Mitchell Leisen
- 1933 : To the Last Man d'Henry Hathaway
- 1933 : Gambling Ship de Louis Gasnier
- 1933 : Mama Loves Papa de Norman Z. McLeod
- 1934 : One Hour Late de Ralph Murphy
- 1934 : The Crime of Helen Stanley de D. Ross Lederman
- 1934 : Rythmes d'amour (Murder at the Vanities) de Mitchell Leisen
- 1934 : Take the Stand de Phil Rosen
- 1934 : La Rivière en feu (Wagon Wheels (en)) de Charles Barton
- 1934 : La mort prend des vacances ou Trois jours chez les vivants (Death takes a Holiday) de Mitchell Leisen
- 1935 : La Dernière Rumba (Rumba) de Marion Gering
- 1935 : La Femme de sa vie (No more Ladies) de George Cukor et Edward H. Griffith
- 1935 : Mississippi de Wesley Ruggles et A. Edward Sutherland
- 1935 : Doubting Thomas de David Butler
- 1935 : Smart Girl (en) d'Aubrey Scotto
- 1935 : Symphonie burlesque (The Big Broadcast of 1936) de Norman Taurog
- 1935 : Two-Fisted de James Cruze
- 1935 : The Lone Wolf Returns de Roy William Neill
- 1936 : Mon homme Godfrey (My Man Godfrey) de Gregory La Cava
- 1936 : Le Mystère de Mason Park (Two in the Dark) de Benjamin Stoloff
- 1936 : L'Homme sans visage (The Preview Murder Mystery) de Robert Florey
- 1936 : Vingt-cinq Ans de fiançailles (Early to Bed), de Norman Z. McLeod
- 1936 : Calibre neuf millimètres (Murder with Pictures) de Charles Barton
- 1936 : White Hunter d'Irving Cummings
- 1937 : Deux Femmes (John Meade's Woman) (John Meade's Woman) de Richard Wallace
- 1937 : Pension d'artistes (Stage Door) de Gregory La Cava
- 1937 : Sa dernière carte (Her Husband Lies) d'Edward Ludwig
- 1937 : Artistes et Modèles (Artists & Models) de Raoul Walsh
- 1938 : Dangerous to Know de Robert Florey
- 1938 : Femmes délaissées (Wives Under Suspicion) de James Whale
- 1938 : L'Évadé d'Alcatraz (King of Alcatraz) de Robert Florey
- 1938 : Délicieuse (Mad About Music) de Norman Taurog
- 1939 : Disbarred de Robert Florey
- 1939 : Man of Conquest de George Nichols Jr.
- 1939 : Le Secret du jury (Grand Jury Secrets) de James Patrick Hogan
- 1939 : Reno de John Farrow
- 1939 : Quasimodo (The Hunchback of Notre Dame) de William Dieterle

#### Années 1940
- 1940 : Gallant Sons de George B. Seitz
- 1940 : Le docteur se marie (The Doctor takes a Wife) d'Alexander Hall
- 1940 : Mon épouse favorite (My Favorite Wife) de Garson Kanin
- 1941 : Kathleen de Harold S. Bucquet.
- 1941 : Folie douce (Love Crazy) de Jack Conway
- 1942 : Six destins (Tales of Manhattan) de Julien Duvivier
- 1942 : Danse autour de la vie (We were dancing) de Robert Z. Leonard
- 1942 : Quiet Please, Murder de John Larkin
- 1943 : Hit Parade of 1943 d'Albert S. Rogell
- 1944 : Dans la chambre de Mabel (Up in Mabel's Room) d'Allan Dwan
- 1945 : Twice blessed d'Harry Beaumont
- 1945 : Les Millions de Brewster (Brewster's Millions) d'Allan Dwan
- 1946 : Le Secret de la madone (The Madonna's Secret) de Wilhelm Thiele
- 1946 : Claudia et David de Walter Lang
- 1946 : Rendezvous with Annie d'Allan Dwan
- 1946 : Plainsman and the Lady de Joseph Kane
- 1947 : Musique aux étoiles (Calendar Girl) d'Allan Dwan
- 1947 : King of the Wild Horses (en) de  George Archainbaud
- 1948 : The Inside Story d'Allan Dwan

### À la télévision
- 1957-1966 : Première série Perry Mason, 271 épisodes (productrice)
- 1958 : Cool and Lam, téléfilm de Jacques Tourneur (productrice)
- 1966 : Première série Perry Mason, Saison 9, épisode 30 The Case of the Final Fadeout de Jesse Hibbs (actrice)